# Avidjá (buddhizmus)
Az avidját (szanszkrit, páli: aviddzsá; tibeti fonetikus: ma rigpa) leggyakrabban magyarul "tévelygésnek", "tudatlanságnak", "a helyes felfogás hiányának" vagy "nem-tudásnak" fordítják. Jelentése a buddhizmusban a négy nemes igazság nem teljes értése, a valóság természetének alapvető félreértelmezése. Jelentései:
- A 12 nidána, az újraszületéshez vezető függő keletkezés első láncszeme.
- A mahájána buddhista hagyományban a három méreg egyike.
- A mahájána-féle Abhidharma tanításokban a hat klésa közül az egyik nem üdvös mentális tényező.
- A théraváda hagyomány tíz béklyója közül az egyik[3]
- A théraváda-féle Abhidharma tanításokban a móha megfelelője.

A függő keletkezés keretein belül az avidjá szimbóluma a vak vagy bekötött szemű ember.

## Áttekintés
Az avidját a buddhizmusban különböző módon vagy szinten magyarázzák. A legalapvetőbb szinten a valóság természetének nemértését jelenti - ennél pontosabban a jelenségek és az önkép helytelen értelmezését illetve félreértését. A legalacsonyabb szinten az avidjá a négy nemes igazság jelentésének és vonzatainak nem teljes megértésére vonatkozik.

## Hagyományos meghatározások

### Théravada
Bhikkhu Bodhi az Abhidharma tanítások alapján azt állítja, hogy az avidjá a mentális tényezők (csétaszikák) tévedése (moha), amely egy vízzuhataghoz hasonlóan elhomályosítja a dolgok igaz természetének észlelését. Magyarázata szerint a tévelygés (avidjá) természete megegyező a "tévedés" (moha) nem üdvös gyökerével. Amikor a Buddha a mentális tényezőkről beszél pszichológiai értelemben, akkor a "moha" kifejezést használta, amikor a szanszára oksági alapjára utalt, akkor pedig az "avidjá" kifejezést.
Nina van Gorkom szerint a moha nem törődik a valóság igaz természetével, nem ismeri a nevet (náma) és a formát (rúpa), ahogy azok tényleg vannak. A moha a négy nemes igazság ismeretének hiánya: a szenvedés (dukkha), a szenvedés oka, a szenvedés megszüntethetőségének lehetősége, és az ehhez vezető út. Amíg ez a tévelygés fennáll, addig nem szűnik meg a születések és halálok folyamatos, egymást ismétlő köre.

### Mahájána
Mipham Rinpocse a mahájána Abhidharma alapján úgy tartja, hogy a tévelygés a cselekedetek és történések törvényeinek és azok okozatainak nemtudása. Ez okoz minden szenvedést.
Az Abhidharma-szamuccsaja szövege szerint az avidjá az, amikor valaki nincs tisztában a saját képességeivel. Az avidjá a téves makacsság alapja, a kétség és az érzékenység a valóság dolgaival szemben.
A mahájána hagyományban az avidjának két szintje van. Dzigar Kongtrul magyarázata szerint az egyik a jelenségek lényegi természetének teljes nemtudása, illetve a relatív világunk megfelelő olvasatának a nemismerete.
Az első fajta avidjá miatt hiányzik belőlünk a bölcsesség, mivel nem értjük igaz természetünket és az illúzióról és tágas térről azt képzeljük, hogy szilárd és valóságos. A második fajta avidjá a karma törvényeinek és az egymástól való függőség nemtudása, amely a világhoz való helytelen kapcsolódáshoz vezet.

## A 12 nádana
Az avidjá a függő keletkezés tizenkét oksági láncolatában az első — a sorozat a karmikus folyamatot ábrázolja, amely az érző lényeket a szanszárában tartja (létforgatag).
Ácsán Szucsitto magyarázata szerint a függő keletkezés folyamata a tévelygéssel kezdődik (avidjá), amelyet a buddhista ikonográfiában vak vagy bekötött szemű emberként ábrázolnak. Ez a szenvedéshez (dukkha) vezető buszút sofőrje. Az emberek olykor pejoratív értelemben veszik a tévelygést, holott az egyszerűen az ismeret hiánya - a négy nemes igazság tudásának hiánya. Amíg a tévelygés állapota fennáll, addig a tudat folyton keresi a kielégítő állapotot és amikor ezt nem találja, akkor csalódik. A zsák csilit falatozó emberhez szokás hasonlítani, akitől amikor megkérdezik, hogy miért teszi, azt feleli, hogy keresi köztük az édeset. Ez a tévelygés.

## Az avidjá megszüntetése
Az avidját a helyes tudással és megfigyeléssel lehet rendszerszerűen kigyomlálni, a bölcsesség (szanszkrit: pradzsnyá, páli: panná) művelése által. Jártasságot kell szerezni az etikában, koncentrációban és a valóság logikus elemzésében. Általánosságban a buddhizmusban úgy nevezik, hogy követni a nemes nyolcrétű ösvényt.
A buddhista iskolák gyakorlatai és a filozófia közötti ontológiai, episztemológiai és metafizikai különbségeket  sokan vitatják - buddhista és más nyugati tudósok egyaránt. Azonban filozófiailag és gyakorlatilag megállapítható, hogy az összes iskola használja a koncentrációt (Szamatha) és az elemzést (Vipasszaná) a létezés lehetetlen módjainak megállapítására. Ezek jelennek meg a hétköznapi életben a naiv tudat számára.